# Wiktor Alexejewitsch Korotejew
Wiktor Alexejewitsch Korotejew (russisch Виктор Алексеевич Коротеев; * 25. April 1937 in Tschapajewsk; † 31. Juli 2021) war ein russischer Geologe, Vulkanologe und Hochschullehrer.

## Leben
Korotejew studierte an der Universität Tomsk mit Abschluss 1959. Darauf trat er als Laborant in das Institut für Montanwesen und Geologie der Ural-Abteilung der Akademie der Wissenschaften der UdSSR (AN-SSSR) ein, in dem er dann bis zum Wissenschaftlichen Sekretär aufstieg. 1968 verteidigte er erfolgreich seine Kandidat-Dissertation. 1970 wurde er Direktor des Ilmen-Naturreservats, in dem sich das Ilmengebirge mit etwa 180 verschiedenen Mineralen, darunter Ilmenit, Apatit, Granat und Topas, befindet. 1983 verteidigte er erfolgreich seine Doktor-Dissertation.
1986 wurde Korotejew Direktor des Sawarizki-Instituts für Geologie und Geochemie der Ural-Abteilung der AN-SSSR. 1987 wurde er Korrespondierendes Mitglied der AN-SSSR. 1988 wurde er Leiter des Lehrstuhls für Mineralogie, Petrographie und Geochemie der Ural-Akademie für Montanwesen und Geologie in Swerdlowsk. Unter seiner Leitung wurde eine detaillierte geologische Karte des Ilmengebirges erstellt, die zur theoretischen Untersuchung der Prozesse der Tektonik und Metallogenese beitrug und zur Entdeckung bedeutender Kupfer-Zink-Lagerstätten im Ural führte. Er etablierte die Paläovulkanologie als neues Forschungsgebiet. Er ist Autor von 223 wissenschaftlichen Veröffentlichungen und 7 Monografien.
1992 wurde Korotejew Wirkliches Mitglied der nun Russischen Akademie der Wissenschaften (RAN). 1993 wurde er Erster Vizevorsitzender des Präsidiums der Ural-Abteilung der RAN und 1995 dessen Vorsitzender.

## Ehrungen, Preise
- Orden der Völkerfreundschaft (1987)
- Verdienter Wissenschaftler der Russischen Föderation (1997)
- Preis des Montanindustriekongresses des Urals (1997)
- Preis der Regierung der Russischen Föderation im Bereich Wissenschaft und Technik (2004)
- Demidow-Preis (2015)[7]